# AfroBasket 2025
El AfroBasket 2025 es la XXXI edición del torneo continental más importante de baloncesto en África. El torneo se celebra en Angola por cuarta vez, del 12 al 24 de agosto.
Un total de dieciséis selecciones nacionales afiliadas a FIBA África compitieron por el título, cuyo defensor era el equipo de Túnez, vencedor del AfroBasket 2021.

## Candidaturas
Se reportaron las siguientes candidaturas para organizar el campeonato:
- Angola
- Egipto
- Marruecos
- Senegal
- Túnez

FIBA África decidió anunciar el anfitrión en marzo de 2024.  El 12 de marzo, se reportó que Angola había sido elegido como anfitrión, ganando a las candidaturas de Marruecos, Egipto, Senegal y Túnez.  Fue elegida por su capacidad de organización de eventos de este tipo, así como por su infraestructura. Esta sería su cuarta vez organizando el evento, la primera desde 2007.

## Organización

### Sedes
| Luanda Moçâmedes                           |                                |
| Luanda                                     | Moçâmedes                      |
| Pavilhão Multiusos de Luanda               | Pavilhão Welwitschia Mirabilis |
| Capacidad: 12 720                          | Capacidad: 3072                |
| Fase de grupos (Grupos B y D) y Fase Final | Fase de grupos (Grupos A y C)  |
|                                            |                                |

## Equipos participantes

Mapa de países clasificados:
País clasificado al AfroBasket 2025
País no clasificado
No jugó los clasificatorios

| Equipo                          | Método de clasificación  | Fecha de clasificación | Participaciones | Última          | Mejor resultado                                                    |
| ------------------------------- | ------------------------ | ---------------------- | --------------- | --------------- | ------------------------------------------------------------------ |
| Angola                          | País anfitrión           | 27 de marzo de 2024    | 21              | 2021            | (1989, 1992, 1993, 1995, 1999, 2001, 2003, 2005, 2007, 2009, 2013) |
| República Democrática del Congo | Top 3 grupo A            | 21 de febrero de 2025  | 7               | 2021            | 4º lugar (1975)                                                    |
| Senegal                         | Top 3 grupo C            | 21 de febrero de 2025  | 29              | 2021            | (1968, 1972, 1978, 1980, 1997)                                     |
| Camerún                         | Top 3 grupo C            | 21 de febrero de 2025  | 10              | 2021            | (2007)                                                             |
| Costa de Marfil                 | Top 3 grupo D            | 21 de febrero de 2025  | 24              | 2021            | (1981, 1985)                                                       |
| Egipto                          | Top 3 grupo D            | 21 de febrero de 2025  | 24              | 2021            | (1962, 1964, 1970, 1975, 1983)                                     |
| Túnez                           | Top 3 grupo E            | 21 de febrero de 2025  | 23              | 2021            | (2011, 2017, 2021)                                                 |
| Sudán del Sur                   | Top 3 grupo A            | 21 de febrero de 2025  | 1               | 2021            | 7º lugar (2021)                                                    |
| Madagascar                      | Top 3 grupo D            | 22 de febrero de 2025  | 3               | AfroBasket 2011 | 9º lugar (1972)                                                    |
| Malí                            | Top 3 grupo A            | 22 de febrero de 2025  | 20              | AfroBasket 2021 | (1972)                                                             |
| Guinea                          | Top 3 grupo E            | 23 de feberero de 2025 | 6               | AfroBasket 2021 | 4º lugar (1962)                                                    |
| Ruanda                          | Top 3 grupo C            | 23 de feberero de 2025 | 6               | AfroBasket 2021 | 9º lugar (2009)                                                    |
| Nigeria                         | Top 3 grupo B            | 23 de feberero de 2025 | 19              | AfroBasket 2021 | (2015)                                                             |
| Cabo Verde                      | Top 3 grupo B            | 23 de feberero de 2025 | 7               | AfroBasket 2021 | (2007)                                                             |
| Libia                           | Top 3 grupo B            | 23 de feberero de 2025 | 4               | AfroBasket 2009 | 5º lugar (1970)                                                    |
| Uganda                          | Mejor cuarto clasificado | 23 de feberero de 2025 | 3               | AfroBasket 2021 | 6º lugar (2021)                                                    |

### Sorteo de grupos
Los bombos para el sorteo se distribuyeron en base al ranking FIBA del 28 de marzo de 2025 y a los resultados obtenidos en los clasificatorios, y se anunciaron el 5 de mayo de 2025. 
| Bombo 1         | Bombo 1 |
| --------------- | ------- |
| Angola          | 33      |
| Túnez           | 36      |
| Costa de Marfil | 31      |
| Senegal         | 47      |

| Bombo 2       | Bombo 2 |
| ------------- | ------- |
| Sudán del Sur | 23      |
| Egipto        | 38      |
| Nigeria       | 42      |
| Cabo Verde    | 45      |

| Bombo 3                         | Bombo 3 |
| ------------------------------- | ------- |
| Camerún                         | 64      |
| República Democrática del Congo | 72      |
| Guinea                          | 75      |
| Malí                            | 83      |

| Bombo 4    | Bombo 4 |
| ---------- | ------- |
| Uganda     | 85      |
| Ruanda     | 93      |
| Libia      | 94      |
| Madagascar | 105     |

El sorteo de los grupos se llevó a cabo el 9 de mayo de 2025 en Luanda (Angola). Tras el sorteo, los cuatro grupos quedaron de la siguiente manera: 
| Grupo A                         | Grupo B    | Grupo C       | Grupo D |
| ------------------------------- | ---------- | ------------- | ------- |
| Costa de Marfil                 | Túnez      | Angola        | Senegal |
| Cabo Verde                      | Nigeria    | Sudán del Sur | Egipto  |
| República Democrática del Congo | Camerún    | Guinea        | Malí    |
| Ruanda                          | Madagascar | Libia         | Uganda  |

## Fase de grupos
Todos los partidos en la hora local de Angola  (WAT-UTC+1).

### Grupo A
| Pos. | Equipo                          | PJ | G | P | PF  | PC  | DP  | Pts | Clasificación                    |
| ---- | ------------------------------- | -- | - | - | --- | --- | --- | --- | -------------------------------- |
| 1    | Costa de Marfil                 | 3  | 3 | 0 | 235 | 214 | +21 | 6   | Cuartos de final                 |
| 2    | Cabo Verde                      | 3  | 2 | 1 | 231 | 210 | +21 | 5   | Clasificación a cuartos de final |
| 3    | República Democrática del Congo | 3  | 1 | 2 | 194 | 208 | −14 | 4   | Clasificación a cuartos de final |
| 4    | Ruanda                          | 3  | 0 | 3 | 190 | 218 | −28 | 3   |                                  |

 Fuente: FIBA
Criterios de clasificación: 1) Puntos; 2) Enfrentamientos directos; 3) Diferencia global de puntos; 4) Puntos anotados.
| 13 de agosto de 2025 | Costa de Marfil                                            | 78–70                                 | Ruanda                                                           | Moçâmedes |  |
| 16:00                | Parciales: 14–14, 22–23, 21–18, 21–15                      | Parciales: 14–14, 22–23, 21–18, 21–15 | Parciales: 14–14, 22–23, 21–18, 21–15                            | |  |
|                      | Estadísticas Moularé 18 Costello 11 Costello 6 Costello 27 | Reporte Pts Reb Asts Val              | Estadísticas 18 Habimana 7 Mutabazi, Ward 6 Habimana 21 Habimana | Pabellón: Pavilhão Welwitschia Mirabilis Asistencia: 200 espectadores Árbitros: Grant Alexander Todey James Griguol Yann Vezo Davidson |  |

| 13 de agosto de 2025 | RD Congo                                                | 66–75                                | Cabo Verde                                                          | Moçâmedes |  |
| 19:00                | Parciales: 16–20, 18–5, 16–30, 16–20                    | Parciales: 16–20, 18–5, 16–30, 16–20 | Parciales: 16–20, 18–5, 16–30, 16–20                                | |  |
|                      | Estadísticas Sakho 17 Lutete, Kande 7 Jordan 9 Kande 21 | Reporte Pts Reb Asts Val             | Estadísticas 17 W. Tavares 19 E. Tavares 5 I. Almeida 32 E. Tavares | Pabellón: Pavilhão Welwitschia Mirabilis Asistencia: 200 espectadores Árbitros: Amr Aboollo Wael Mostafa Kingsley Ojeaburu |  |

| 15 de agosto de 2025 | Ruanda                                             | 58–65                                | RD Congo                                                 | Moçâmedes |  |
| 16:00                | Parciales: 18–26, 6–11, 19–14, 15–14               | Parciales: 18–26, 6–11, 19–14, 15–14 | Parciales: 18–26, 6–11, 19–14, 15–14                     | |  |
|                      | Estadísticas Habimana 16 Ward 8 Habimana 5 Ward 15 | Reporte Pts Reb Asts Val             | Estadísticas 21 Sakho 14 Sakho 3 Tres jugadores 30 Sakho | Pabellón: Pavilhão Welwitschia Mirabilis Asistencia: 80 espectadores Árbitros: Kingsley Ojeaburu Yann Vezo Davidson James Griguol |  |

| 15 de agosto de 2025 | Cabo Verde                                                          | 81–82                                 | Costa de Marfil                                 | Moçâmedes |  |
| 19:00                | Parciales: 13–18, 22–22, 30–15, 16–27                               | Parciales: 13–18, 22–22, 30–15, 16–27 | Parciales: 13–18, 22–22, 30–15, 16–27           | |  |
|                      | Estadísticas I. Almeida 22 I. Almeida 13 I. Almeida 5 I. Almeida 27 | Reporte Pts Reb Asts Val              | Estadísticas 16 Dally 8 Moularé 3 Koné 20 Dally | Pabellón: Pavilhão Welwitschia Mirabilis Asistencia: 90 espectadores Árbitros: Amr Aboollo Mbaye Seye Grant Alexander Todey |  |

| 17 de agosto de 2025 | Cabo Verde                                                             | 75–62                                | Ruanda                                                     | Moçâmedes |  |
| 16:00                | Parciales: 20–8, 17–21, 24–12, 14–21                                   | Parciales: 20–8, 17–21, 24–12, 14–21 | Parciales: 20–8, 17–21, 24–12, 14–21                       | |  |
|                      | Estadísticas J. Almeida 17 E. Tavares 11 I. Almeida 5 Lima, J. Almeida | Reporte Pts Reb Asts Val             | Estadísticas 13 P. Twa, Ndizeye 10 Ward 7 Habimana 14 Ward | Pabellón: Pavilhão Welwitschia Mirabilis Asistencia: 80 espectadores Árbitros: Kingsley Ojeaburu Yann Vezo Davidson Mahamadou Diallo |  |

| 17 de agosto de 2025 | Costa de Marfil                                        | 75–63                                | RD Congo                                         | Moçâmedes |  |
| 19:00                | Parciales: 17–21, 21–9, 16–22, 21–11                   | Parciales: 17–21, 21–9, 16–22, 21–11 | Parciales: 17–21, 21–9, 16–22, 21–11             | |  |
|                      | Estadísticas Kouadio 13 Costello 10 Koné 6 Costello 18 | Reporte Pts Reb Asts Val             | Estadísticas 18 Sakho 9 Lutete 4 Lutete 19 Sakho | Pabellón: Pavilhão Welwitschia Mirabilis Asistencia: 150 espectadores Árbitros: Wael Mostafa James Griguol Mbaye Seye |  |

### Grupo B
| Pos. | Equipo     | PJ | G | P | PF  | PC  | DP  | Pts | Clasificación                    |
| ---- | ---------- | -- | - | - | --- | --- | --- | --- | -------------------------------- |
| 1    | Nigeria    | 3  | 3 | 0 | 263 | 215 | +48 | 6   | Cuartos de final                 |
| 2    | Camerún    | 3  | 2 | 1 | 256 | 241 | +15 | 5   | Clasificación a cuartos de final |
| 3    | Túnez      | 3  | 1 | 2 | 212 | 233 | −21 | 4   | Clasificación a cuartos de final |
| 4    | Madagascar | 3  | 0 | 3 | 196 | 238 | −42 | 3   |                                  |

 Fuente: FIBA
Criterios de clasificación: 1) Puntos; 2) Enfrentamientos directos; 3) Diferencia global de puntos; 4) Puntos anotados.
| 13 de agosto de 2025 | Madagascar                                                                                               | 59–77                                | Nigeria                                         | Luanda |  |
| 14:30                | Parciales: 14–18, 23–20, 9–17, 13–22                                                                     | Parciales: 14–18, 23–20, 9–17, 13–22 | Parciales: 14–18, 23–20, 9–17, 13–22            | |  |
|                      | Estadísticas Raharimanantoanina 20 Ratianarivo, Andriatsarafara 5 Razanamahenina 3 Raharimanantoanina 21 | Reporte Pts Reb Asts Val             | Estadísticas 22 Agada 7 Agada 5 Okogie 25 Agada | Pabellón: Pavilhão Multiusos de Luanda Asistencia: 55 espectadores Árbitros: Arnold Moseya Roberto Fernández Sofiane Si Youcef |  |

| 13 de agosto de 2025 | Túnez                                                        | 65–86                                | Camerún                                                     | Luanda |  |
| 17:30                | Parciales: 18–28, 24–23, 17–21, 6–14                         | Parciales: 18–28, 24–23, 17–21, 6–14 | Parciales: 18–28, 24–23, 17–21, 6–14                        | |  |
|                      | Estadísticas Jawadi 16 Toumi, Ochi 9 Abada, Jawadi 3 Ochi 17 | Reporte Pts Reb Asts Val             | Estadísticas 20 Narace 6 Bayehe, Narace 5 Gbetkom 21 Narace | Pabellón: Pavilhão Multiusos de Luanda Asistencia: 150 espectadores Árbitros: Ruben Woolcock Hassane Kamate Jean Sauveur Ruhamiriza |  |

| 15 de agosto de 2025 | Nigeria                                                   | 87–66                                 | Túnez                                          | Luanda |  |
| 14:30                | Parciales: 29–16, 19–17, 20–14, 19–19                     | Parciales: 29–16, 19–17, 20–14, 19–19 | Parciales: 29–16, 19–17, 20–14, 19–19          | |  |
|                      | Estadísticas Okogie 33 Tres jugadores 6 Okoye 3 Okogie 32 | Reporte Pts Reb Asts Val              | Estadísticas 15 Abada 7 Toumi 4 Abada 15 Toumi | Pabellón: Pavilhão Multiusos de Luanda Árbitros: Jean Sauveur Ruhamiriza Claudio Eiuba Tonton Banza Kalume |  |

| 15 de agosto de 2025 | Camerún                                      | 80–77                                 | Madagascar                                                                           | Luanda |  |
| 17:30                | Parciales: 14–12, 32–26, 20–25, 14–14        | Parciales: 14–12, 32–26, 20–25, 14–14 | Parciales: 14–12, 32–26, 20–25, 14–14                                                | |  |
|                      | Estadísticas Hill 21 Narace 9 Hill 7 Hill 17 | Reporte Pts Reb Asts Val              | Estadísticas 29 Razanamahenina 13 Andriatsarafara 3 Razanamahenina 22 Razanamahenina | Pabellón: Pavilhão Multiusos de Luanda Asistencia: 123 espectadores Árbitros: Ruben Woolcock Hassane Kamate Roberto Fernández |  |

| 17 de agosto de 2025 | Túnez                                                   | 81–60                                 | Madagascar                                                                            | Luanda |  |
| 14:30                | Parciales: 16–12, 15–20, 19–10, 31–18                   | Parciales: 16–12, 15–20, 19–10, 31–18 | Parciales: 16–12, 15–20, 19–10, 31–18                                                 | |  |
|                      | Estadísticas Marnaoui 33 Methnani 8 Abada 5 Marnaoui 28 | Reporte Pts Reb Asts Val              | Estadísticas 17 Randriamampionona 14 Andriatsarafara 6 Lahontan 27 Raharimanantoanina | Pabellón: Pavilhão Multiusos de Luanda Árbitros: Roberto Fernández Jean Sauveur Ruhamiriza Hassane Kamate |  |

| 17 de agosto de 2025 | Nigeria                                           | 99–90                                 | Camerún                                        | Luanda |  |
| 17:30                | Parciales: 28–27, 32–16, 26–12, 15–37             | Parciales: 28–27, 32–16, 26–12, 15–37 | Parciales: 28–27, 32–16, 26–12, 15–37          | |  |
|                      | Estadísticas Okogie 16 Okoye 7 Okogie 6 Okogie 22 | Reporte Pts Reb Asts Val              | Estadísticas 19 Ateba 10 Missi 5 Hill 23 Missi | Pabellón: Pavilhão Multiusos de Luanda Asistencia: 2000 espectadores Árbitros: Arnold Moseya Claudio Eiuba |  |

### Grupo C
| Pos. | Equipo        | PJ | G | P | PF  | PC  | DP   | Pts | Clasificación                    |
| ---- | ------------- | -- | - | - | --- | --- | ---- | --- | -------------------------------- |
| 1    | Angola        | 3  | 3 | 0 | 235 | 185 | +50  | 6   | Cuartos de final                 |
| 2    | Guinea        | 3  | 2 | 1 | 239 | 219 | +20  | 5   | Clasificación a cuartos de final |
| 3    | Sudán del Sur | 3  | 1 | 2 | 259 | 206 | +53  | 4   | Clasificación a cuartos de final |
| 4    | Libia         | 3  | 0 | 3 | 160 | 283 | −123 | 3   |                                  |

 Fuente: FIBA
Criterios de clasificación: 1) Puntos; 2) Enfrentamientos directos; 3) Diferencia global de puntos; 4) Puntos anotados.
| 12 de agosto de 2025 | Sudán del Sur                                         | 80–88                                 | Guinea                                          | Moçâmedes |  |
| 14:00                | Parciales: 20–29, 18–16, 21–24, 21–19                 | Parciales: 20–29, 18–16, 21–24, 21–19 | Parciales: 20–29, 18–16, 21–24, 21–19           | |  |
|                      | Estadísticas Omot 29 Lual-Acuil 10 McCullum 6 Omot 27 | Reporte Pts Reb Asts Val              | Estadísticas 28 Diallo 9 Sylla 9 Boum 25 Diallo | Pabellón: Pavilhão Welwitschia Mirabilis Asistencia: 123 espectadores Árbitros: Yann Vezo Davidson Wael Mostafa Kingsley Ojeaburu |  |

| 12 de agosto de 2025 | Angola                                                     | 85–53                                 | Libia                                                | Moçâmedes |  |
| 19:00                | Parciales: 20–13, 18–11, 21–13, 26–16                      | Parciales: 20–13, 18–11, 21–13, 26–16 | Parciales: 20–13, 18–11, 21–13, 26–16                | |  |
|                      | Estadísticas Dundao, Kokila 12 Sousa 12 Dundao 6 Kokila 16 | Reporte Pts Reb Asts Val              | Estadísticas 16 Badrush 7 Hamad 4 Rezg 10 Madi, Rezg | Pabellón: Pavilhão Welwitschia Mirabilis Asistencia: 6789 espectadores Árbitros: Arnold Moseya Ruben Woolcock Hassane Kamate |  |

| 14 de agosto de 2025 | Libia                                         | 52–115                                | Sudán del Sur                                                  | Moçâmedes |  |
| 16:00                | Parciales: 12–31, 11–31, 10–33, 19–20         | Parciales: 12–31, 11–31, 10–33, 19–20 | Parciales: 12–31, 11–31, 10–33, 19–20                          | |  |
|                      | Estadísticas Badrush 17 Rizq 7 Madi 3 Rizq 13 | Reporte Pts Reb Asts Val              | Estadísticas 16 Lual-Acuil, Omot 13 Kuath 5 Omot, Akot 30 Omot | Pabellón: Pavilhão Welwitschia Mirabilis Asistencia: 80 espectadores Árbitros: James Griguol Mahamadou Diallo Mbaye Seye |  |

| 14 de agosto de 2025 | Guinea                                                 | 68–84                                 | Angola                                                               | Moçâmedes |  |
| 19:00                | Parciales: 18–18, 16–15, 19–27, 15–24                  | Parciales: 18–18, 16–15, 19–27, 15–24 | Parciales: 18–18, 16–15, 19–27, 15–24                                | |  |
|                      | Estadísticas Diallo 24 Diakité 11 Diakité 3 Diakité 20 | Reporte Pts Reb Asts Val              | Estadísticas 14 Miguel, Fernando 14 Fernando 6 Gonçalves 14 Fernando | Pabellón: Pavilhão Welwitschia Mirabilis Asistencia: 500 espectadores Árbitros: Wael Mostafa Grant Alexander Todey Amir Taboubi |  |

| 16 de agosto de 2025 | Guinea                                                               | 83–55                                | Libia                                           | Moçâmedes |  |
| 16:00                | Parciales: 26–10, 17–18, 22–8, 18–19                                 | Parciales: 26–10, 17–18, 22–8, 18–19 | Parciales: 26–10, 17–18, 22–8, 18–19            | |  |
|                      | Estadísticas Keita 14 Keita, Diakité 9 Doumbouya 4 Keita, Diakité 20 | Reporte Pts Reb Asts Val             | Estadísticas 15 Hamad 6 Buzgaiya 4 Dawo 15 Dawo | Pabellón: Pavilhão Welwitschia Mirabilis Asistencia: 80 espectadores Árbitros: Kingsley Ojeaburu Grant Alexander Todey James Griguol |  |

| 16 de agosto de 2025 | Angola                                                    | 66–64                                 | Sudán del Sur                                            | Moçâmedes |  |
| 19:00                | Parciales: 24–17, 13–10, 18–15, 11–22                     | Parciales: 24–17, 13–10, 18–15, 11–22 | Parciales: 24–17, 13–10, 18–15, 11–22                    | |  |
|                      | Estadísticas Gakou 13 Tres jugadores 7 Dundao 8 Dundao 17 | Reporte Pts Reb Asts Val              | Estadísticas 12 Omot 9 Gabriel 7 McCullum 11 Deng, Kuath | Pabellón: Pavilhão Welwitschia Mirabilis Asistencia: 5000 espectadores Árbitros: Mbaye Seye Mahamadou Diallo Amir Taboubi |  |

### Grupo D
| Pos. | Equipo  | PJ | G | P | PF  | PC  | DP  | Pts | Clasificación                    |
| ---- | ------- | -- | - | - | --- | --- | --- | --- | -------------------------------- |
| 1    | Egipto  | 3  | 3 | 0 | 242 | 200 | +42 | 6   | Cuartos de final                 |
| 2    | Senegal | 3  | 2 | 1 | 245 | 214 | +31 | 5   | Clasificación a cuartos de final |
| 3    | Malí    | 3  | 1 | 2 | 214 | 226 | −12 | 4   | Clasificación a cuartos de final |
| 4    | Uganda  | 3  | 0 | 3 | 189 | 250 | −61 | 3   |                                  |

 Fuente: FIBA
Criterios de clasificación: 1) Puntos; 2) Enfrentamientos directos; 3) Diferencia global de puntos; 4) Puntos anotados.
| 12 de agosto de 2025 | Senegal                                                    | 88–53                                | Uganda                                                    | Luanda |  |
| 12:00                | Parciales: 30–18, 14–12, 16–9, 28–14                       | Parciales: 30–18, 14–12, 16–9, 28–14 | Parciales: 30–18, 14–12, 16–9, 28–14                      | |  |
|                      | Estadísticas Gueye, Boissy 16 Camara 13 Boissy 4 Camraa 27 | Reporte Pts Reb Asts Val             | Estadísticas 17 Geu 14 Komagum 2 Rugette, Moni 21 Komagum | Pabellón: Pavilhão Multiusos de Luanda Asistencia: 150 espectadores Árbitros: Sofiane Si Youcef Claudio Eiuba Haytham Ihaqaf |  |

| 12 de agosto de 2025 | Malí                                                       | 59–74                                 | Egipto                                                 | Luanda |  |
| 15:00                | Parciales: 10–20, 18–15, 18–20, 13–19                      | Parciales: 10–20, 18–15, 18–20, 13–19 | Parciales: 10–20, 18–15, 18–20, 13–19                  | |  |
|                      | Estadísticas Kanouté 16 M. Diarra 6 Kanouté 5 A. Diarra 16 | Reporte Pts Reb Asts Val              | Estadísticas 21 Amin 8 Amin 3 Tres jugadores 28 Khalaf | Pabellón: Pavilhão Multiusos de Luanda Asistencia: 300 espectadores Árbitros: Tonton Banza Kalume Jean Sauveur Ruhamiriza Roberto Fernández |  |

| 14 de agosto de 2025 | Uganda                                                   | 72–85                                | Malí                                                           | Luanda                                                                                              |  |
| 14:30                | Parciales: 8–25, 23–18, 20–18, 21–24                     | Parciales: 8–25, 23–18, 20–18, 21–24 | Parciales: 8–25, 23–18, 20–18, 21–24                           | |  |
|                      | Estadísticas Geu 27 Komagum 13 Komagum 5 Geu, Komagum 19 | Reporte Pts Reb Asts Val             | Estadísticas 25 Coulibaly 10 A. Diarra 10 Kanouté 24 Coulibaly | Pabellón: Pavilhão Multiusos de Luanda Árbitros: Roberto Fernández Sofiane Si Youcef Haytham Ihaqaf |  |

| 14 de agosto de 2025 | Egipto                                                | 91–77                                 | Senegal                                       | Luanda |  |
| 17:30                | Parciales: 20–18, 22–18, 25–19, 24–22                 | Parciales: 20–18, 22–18, 25–19, 24–22 | Parciales: 20–18, 22–18, 25–19, 24–22         | |  |
|                      | Estadísticas Abdelrahman 22 Mahmoud 12 Amin 5 Amin 26 | Reporte Pts Reb Asts Val              | Estadísticas 18 Badio 10 Faye 4 Badio 25 Faye | Pabellón: Pavilhão Multiusos de Luanda Asistencia: 567 espectadores Árbitros: Arnold Moseya Ruben Woolcock Tonton Banza Kalume |  |

| 16 de agosto de 2025 | Senegal                                                | 80–70                                 | Malí                                                        | Luanda |  |
| 14:30                | Parciales: 14–18, 18–22, 25–20, 27–10                  | Parciales: 14–18, 18–22, 25–20, 27–10 | Parciales: 14–18, 18–22, 25–20, 27–10                       | |  |
|                      | Estadísticas Badio, Boissy 17 Diop 10 Boissy 6 Diop 26 | Reporte Pts Reb Asts Val              | Estadísticas 22 Kanouté 13 A. Diarra 9 Kanouté 21 A. Diarra | Pabellón: Pavilhão Multiusos de Luanda Asistencia: 234 espectadores Árbitros: Jean Sauveur Ruhamiriza Sofiane Si Youcef Claudio Eiuba |  |

| 16 de agosto de 2025 | Egipto                                                                      | 77–64                                 | Uganda                                          | Luanda                                                                                            |  |
| 17:30                | Parciales: 17–18, 17–15, 21–12, 22–19                                       | Parciales: 17–18, 17–15, 21–12, 22–19 | Parciales: 17–18, 17–15, 21–12, 22–19           |                                                                                                   |  |
|                      | Estadísticas Abdelhalim 17 Gardner, [[]] 7 Abdelhalim, Taha 4 Abdelhalim 22 | Reporte Pts Reb Asts Val              | Estadísticas 22 Geu 12 Komagum 4 Komagum 19 Geu | Pabellón: Pavilhão Multiusos de Luanda Árbitros: Arnold Moseya Ruben Woolcock Tonton Banza Kalume |  |

## Fase eliminatoria
Todos los partidos en la hora local de Angola  (WAT-UTC+1).
|  | Clasif. a cuartos               | Clasif. a cuartos |              |              | Cuartos de final | Cuartos de final |              |              | Semifinales  | Semifinales |  |  | Final | Final |
|  |                                 |                   |              |              |                  |                  |              |              |              |             |  |  |       |       |
|  |                                 |                   |              |              |                  |                  |              |              |              |             |  |  |       |       |
|  |                                 |                   |              |              | 21 de agosto     |                  |              |              |              |             |  |  |       |       |
|  | 19 de agosto                    |                   |              |              |                  |                  |              |              |              |             |  |  |       |       |
|  | Angola                          |                   |              |              |                  |                  |              |              |              |             |  |  |       |       |
|  | Cabo Verde                      | 87                | 23 de agosto | 23 de agosto |                  |                  |              |              |              |             |  |  |       |       |
|  | Cabo Verde                      | 87                | 23 de agosto | 23 de agosto | Cabo Verde       |                  |              |              |              |             |  |  |       |       |
|  | Túnez                           | 54                |              |              |                  |                  |              |              |              |             |  |  |       |       |
|  | Túnez                           | 54                | 21 de agosto |              |                  |                  |              |              |              |             |  |  |       |       |
|  | 19 de agosto                    |                   |              |              |                  |                  |              |              |              |             |  |  |       |       |
|  | Egipto                          |                   |              |              |                  |                  |              |              |              |             |  |  |       |       |
|  | Camerún                         | 77                |              |              | 24 de agosto     | 24 de agosto     |              |              |              |             |  |  |       |       |
|  | Camerún                         | 77                | Camerún      |              | 24 de agosto     | 24 de agosto     |              |              |              |             |  |  |       |       |
|  | República Democrática del Congo | 68                |              |              |                  |                  |              |              |              |             |  |  |       |       |
|  | República Democrática del Congo | 68                | 20 de agosto |              |                  |                  |              |              |              |             |  |  |       |       |
|  | 18 de agosto                    |                   |              |              |                  |                  |              |              |              |             |  |  |       |       |
|  | Costa de Marfil                 | 96                |              |              |                  |                  |              |              |              |             |  |  |       |       |
|  | Costa de Marfil                 | 96                | Guinea       | 67           | 23 de agosto     | 23 de agosto     |              |              |              |             |  |  |       |       |
|  |                                 | Malí TE           | Guinea       | 67           | 23 de agosto     | 23 de agosto     | 102          |              |              |             |  |  |       |       |
|  | Malí                            | Malí TE           | 70           |              | Malí             |                  | 102          | Tercer lugar | Tercer lugar |             |  |  |       |       |
|  | Malí                            | 20 de agosto      | 70           |              | Malí             |                  |              | Tercer lugar | Tercer lugar |             |  |  |       |       |
|  | 18 de agosto                    | 18 de agosto      |              | Senegal      |                  |                  | 24 de agosto | 24 de agosto |              |             |  |  |       |       |
|  | 18 de agosto                    | 18 de agosto      | Nigeria      | Senegal      | 75               |                  | 24 de agosto | 24 de agosto |              |             |  |  |       |       |
|  | Senegal                         | 78                | Nigeria      |              |                  |                  |              |              |              |             |  |  |       |       |
|  | Senegal                         | 78                |              | Senegal      | 91               |                  |              |              |              |             |  |  |       |       |
|  | Sudán del Sur                   | 65                |              | Senegal      | 91               |                  |              |              |              |             |  |  |       |       |
|  | Sudán del Sur                   | 65                |              |              |                  |                  |              |              |              |             |  |  |       |       |

#### Clasificación a cuartos de final
| 18 de agosto de 2025 | Guinea                                             | 67–70                                | Malí                                                          | Luanda |  |
| 16:00                | Parciales: 12–25, 23–21, 20–7, 12–17               | Parciales: 12–25, 23–21, 20–7, 12–17 | Parciales: 12–25, 23–21, 20–7, 12–17                          | |  |
|                      | Estadísticas Diallo 31 Dramé 13 Diallo 3 Diallo 22 | Reporte Pts Reb Asts Val             | Estadísticas 15 A. Diarra 12 A. Diarra 9 Kanouté 20 A. Diarra | Pabellón: Pavilhão Multiusos de Luanda Árbitros: Arnold Moseya Grant Alexander Todey Jean Sauveur Ruhamiriza |  |

| 18 de agosto de 2025 | Senegal                                          | 78–65                                | Sudán del Sur                              | Luanda                                                                                               |  |
| 19:00                | Parciales: 21–18, 25–7, 16–29, 16–11             | Parciales: 21–18, 25–7, 16–29, 16–11 | Parciales: 21–18, 25–7, 16–29, 16–11       | |  |
|                      | Estadísticas Badio 31 Badji 13 Boissy 6 Badio 20 | Reporte Pts Reb Asts Val             | Estadísticas 14 Gach 9 Omot 4 Omot 14 Omot | Pabellón: Pavilhão Multiusos de Luanda Árbitros: Yann Vezo Davidson Ruben Woolcock Roberto Fernández |  |

| 19 de agosto de 2025 | Cabo Verde                                                                    | 87–54                                 | Túnez                                             | Luanda                                                                                          |  |
| 16:00                | Parciales: 15–13, 18–13, 27–12, 27–16                                         | Parciales: 15–13, 18–13, 27–12, 27–16 | Parciales: 15–13, 18–13, 27–12, 27–16             |                                                                                                 |  |
|                      | Estadísticas Tres jugadores 14 K.Gomes, E. Tavares 7 I. Almeida 7 K. Gomes 23 | Reporte Pts Reb Asts Val              | Estadísticas 19 Jawadi 8 Ochi 5 Abada 13 Marnaoui | Pabellón: Pavilhão Multiusos de Luanda Árbitros: Kingsley Ojeaburu Ruben Woolcock James Griguol |  |

| 19 de agosto de 2025 | Camerún                                                  | 77–68                                 | RD Congo                                                | Luanda                                                                                  |  |
| 19:00                | Parciales: 19–13, 18–23, 23–13, 17–19                    | Parciales: 19–13, 18–23, 23–13, 17–19 | Parciales: 19–13, 18–23, 23–13, 17–19                   |                                                                                         |  |
|                      | Estadísticas Missi 20 Missi 12 Tres jugadores 3 Missi 25 | Reporte Pts Reb Asts Val              | Estadísticas 14 Miteo 6 Lutete, Miteo 6 Jordan 20 Miteo | Pabellón: Pavilhão Multiusos de Luanda Árbitros: Arnold Moseya Mbaye Seye Claudio Eiuba |  |

#### Cuartos de final
| 20 de agosto de 2025 | Costa de Marfil                                          | 96–102 TE                                          | Malí                                                           | Luanda                                                                                          |  |
| 16:00                | Parciales: 27–28, 27–14, 15–29, 21–19 (T.E.: 6–12)       | Parciales: 27–28, 27–14, 15–29, 21–19 (T.E.: 6–12) | Parciales: 27–28, 27–14, 15–29, 21–19 (T.E.: 6–12)             |                                                                                                 |  |
|                      | Estadísticas Costello 21 Diabate 9 Diabate 7 Costello 28 | Reporte Pts Reb Asts Val                           | Estadísticas 35 A. Diarra 16 A. Diarra 11 Kanouté 50 A. Diarra | Pabellón: Pavilhão Multiusos de Luanda Árbitros: Arnold Moseya Ruben Woolcock Roberto Fernández |  |

| 20 de agosto de 2025 | Nigeria                                         | 75–91                                 | Senegal                                       | Luanda |  |
| 19:00                | Parciales: 24–23, 18–30, 13–23, 20–15           | Parciales: 24–23, 18–30, 13–23, 20–15 | Parciales: 24–23, 18–30, 13–23, 20–15         | |  |
|                      | Estadísticas Nwamu 15 Okoye 7 Okogie 3 Okoye 17 | Reporte Pts Reb Asts Val              | Estadísticas 32 Badio 10 Diop 4 Diop 29 Badio | Pabellón: Pavilhão Multiusos de Luanda Árbitros: Jean Sauveur Ruhamiriza Grant Alexander Todey James Griguol |  |

| 21 de agosto de 2025 | Egipto                | vs.                   | Camerún               | Luanda                                           |  |
| 16:00                | Parciales: –, –, –, – | Parciales: –, –, –, – | Parciales: –, –, –, – |                                                  |  |
|                      |                       | Reporte               |                       | Pabellón: Pavilhão Multiusos de Luanda Árbitros: |  |

| 21 de agosto de 2025 | Angola                | vs.                   | Cabo Verde            | Luanda                                           |  |
| 19:00                | Parciales: –, –, –, – | Parciales: –, –, –, – | Parciales: –, –, –, – |                                                  |  |
|                      |                       | Reporte               |                       | Pabellón: Pavilhão Multiusos de Luanda Árbitros: |  |

#### Semifinales
| 23 de agosto de 2025 | Malí                  | vs.     | Senegal | Luanda                                           |  |
|                      | Parciales: –, –, –, – |         |         |                                                  |  |
|                      |                       | Reporte |         | Pabellón: Pavilhão Multiusos de Luanda Árbitros: |  |

| 23 de agosto de 2025 | Ganador CF3           | vs. | Ganador CF4 | Luanda                                           |
|                      | Parciales: –, –, –, – |     |             |                                                  |
|                      |                       |     |             | Pabellón: Pavilhão Multiusos de Luanda Árbitros: |

#### Tercer lugar
| 24 de agosto de 2025 | Perdedor SF1          | vs. | Perdedor SF2 | Luanda                                           |
|                      | Parciales: –, –, –, – |     |              |                                                  |
|                      |                       |     |              | Pabellón: Pavilhão Multiusos de Luanda Árbitros: |

#### Final
| 24 de agosto de 2025 | Ganador SF1           | vs. | Ganador SF2 | Luanda                                           |
|                      | Parciales: –, –, –, – |     |             |                                                  |
|                      |                       |     |             | Pabellón: Pavilhão Multiusos de Luanda Árbitros: |

## Medallero
| Bandera de ?    | Bandera de ?    | Bandera de ?    |
|                 |                 |                 |
| (seleccionador) | (seleccionador) | (seleccionador) |

## Estadísticas

### Clasificación general
| Pos.                                              | Equipo | Record |
| ------------------------------------------------- | ------ | ------ |
| Medalla de oro                                    |        | –      |
| Medalla de plata                                  |        | –      |
| Medalla de bronce                                 |        | –      |
| 4                                                 |        | –      |
| Eliminados en cuartos de final                    |        |        |
| 5                                                 |        | –      |
| 6                                                 |        | –      |
| 7                                                 |        | –      |
| 8                                                 |        | –      |
| Eliminados en la clasificación a cuartos de final |        |        |
| 9                                                 |        | –      |
| 10                                                |        | –      |
| 11                                                |        | –      |
| 12                                                |        | –      |
| Eliminados en fase de grupos                      |        |        |
| 13                                                |        | –      |
| 14                                                |        | –      |
| 15                                                |        | –      |
| 16                                                |        | –      |

## Premios y reconocimientos
| Quinteto ideal                                                           |
| ------------------------------------------------------------------------ |
| Bandera de ? · Bandera de ? · Bandera de ? · Bandera de ? · Bandera de ? |
| MVP:                                                                     |